# Yelen Musiques
Yelen Musiques est un label français de rock et pop, appartenant à Sony Music Entertainment, actif entre 1995 et 2005. Par la suite, Sony Music continue de distribuer certains albums.

## Histoire
Le label est fondé en 1995 à l'initiative de Patricia Bonnetaud, ancienne chargée de production chez Polydor-PolyGram. Le pari du label était de développer des artistes par la scène et les tournées et non avec une stratégie radio appuyée sur un hypothétique single. Le premier artiste signé est Gary Clail et le dernier Babylon Circus.
Il est un des premiers labels qui va s'appuyer sur les fans en formant des street-team (personnes qui font la promotion des artistes sur le terrain et Internet) locales dans chaque région, transformer les bars de marchés, ou de les boîtes de nuit de stations de ski en médias locaux.
À partir de 1997, Patricia Bonnetaud, directrice, est rejoint au marketing par Laurence Colin, ex-manager et tourneur du groupe de punk rock Les Cadavres, signé chez Bondage Records et également anciennement chargée de mission à la Maison populaire de Montreuil, en Seine-Saint-Denis, où elle lance la salle de spectacles l'Argo'Notes (plus tard labellisée Musiques du monde) en créant des cartes blanches aux petites structures de développement d'artistes. Binôme de Patricia Bonnetaud, elle s'occupe d'abord de la promotion locale, puis devient chef de projet et met en œuvre la stratégie de développement des groupes Tryo, La Rue Ketanou, Mass Hysteria, Watcha, Java et les Burning Heads.
L'ensemble de la profession élit Patricia label manager de l'année en 1998. En 2005, après le licenciement de Patricia Bonnetaud, le label continue quelques mois avec l'équipe restante avant d'être fermé par Sony Music. À la suite de cette fermeture, Patricia crée Ladilafé Productions. Yelen Musiques reste peut-être le seul label intégré à une multinationale où aucun des protagonistes n'était diplômé d'une école de commerce. Il a ainsi, à la date de fermeture du label, mené Tryo au million d'albums vendus, en dix ans de carrière développée sans le soutien des radios nationales à part FIP et France Inter au début (époque Marc Garcia).

## Groupes et artistes
Les groupes et artistes signés par le label pendant son existence incluent notamment : Tryo, Babylon Circus, La Rue Ketanou, Java, Mass Hysteria, Watcha, Oneyed Jack, Tibet libre, et La Ruda Salska.
Les Burning Heads faisaient également partie du label mais fondent en 2005 leur propre label, Opposite Prod (anciennement Opposite Records). MacZde Carpate est également passé par Yelen pour son deuxième album À l'intérieur avant de partir chez Ladilafé.